# بخش آرک‌تندر، شهرستان کندوهی، مینه سوتا
بخش آرک‌تندر (به انگلیسی: Arctander Township) یک منطقهٔ مسکونی در ایالات متحده آمریکا است که در شهرستان کندیوهای، مینه‌سوتا واقع شده‌است.
 بخش آرک‌تندر ۹۳٫۴ کیلومتر مربع مساحت و ۴۰۱ نفر جمعیت دارد و ۳۷۸ متر بالاتر از سطح دریا واقع شده‌است.